# Astragalus edelbergianus
Astragalus edelbergianus es una especie de planta del género Astragalus, de la familia de las leguminosas, orden Fabales.

## Distribución
Astragalus edelbergianus se distribuye por Afganistán (Bamyan, Ghazni, Ghorat y Orozgan / Daykundi).

## Taxonomía
Fue descrita científicamente por Sirj. & Rech. fil. Fue publicado en Biologiske Skrifter 9(3): 71 (1958).